# Maatstreep
Een maatstreep is in muzieknotatie een verticale streep die maten in bladmuziek van elkaar scheidt.

## Geschiedenis

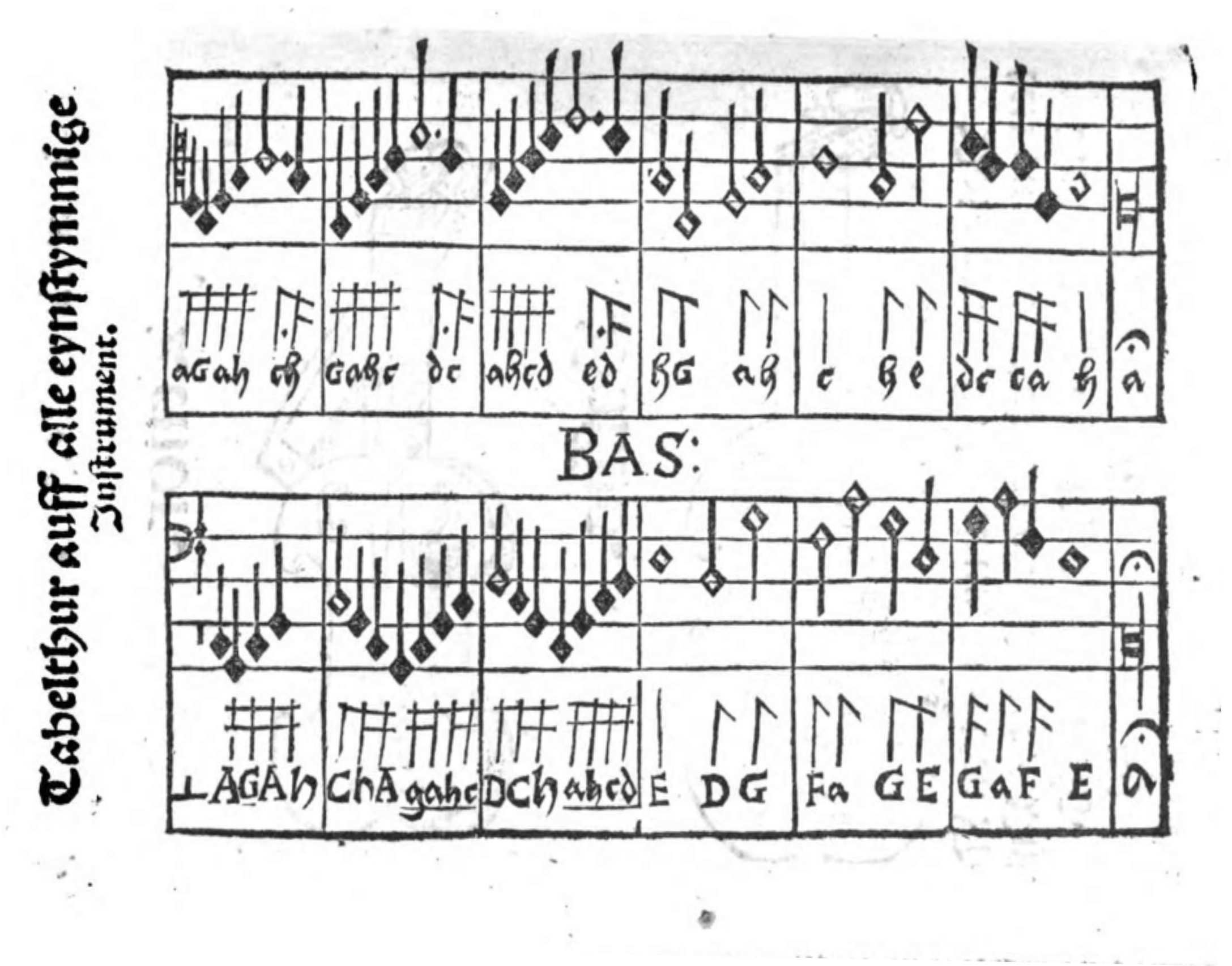
Voorbeeld uit Martin Agricola's Musica instrumentalis deudsch (1529)

De vroege voorbeelden van verticale strepen in muziek of tabulatuur uit de Renaissance hadden een andere betekenis dan de maatstrepen van nu. Ze komen bijvoorbeeld voor in luit- en vihuela-tabulatuur. Een opvallend voorbeeld is die van een illustratie uit Martin Agricola's Musica instrumentalis deudsch (1529), een boek dat vooral muziekinstrumenten uit die tijd beschrijft. De verticale strepen lijken qua plaatsing exact op die van nu, maar zijn uiteraard niet gerelateerd aan een maatsoort. Maatstrepen waren tot halverwege de 17e eeuw nog geen gemeengoed. De eerste maatstrepen, met de betekenis van het afmeten van een tijdseenheid, verschenen in de laatste decennia van de 16e eeuw in Italie. Tot de oudste voorbeelden behoort Scala di Musica (1585) van Orazio Scaletta, waarvan hiernaast een fragment is afgebeeld. Er zijn in het hele boekje maar twee van deze voorbeelden waar ook een maatsoort voor aan de balk staat, hetgeen ze onderscheidt van de balken waarin strepen staan om voorbeelden van elkaar te scheiden. Ook het bekende boek Il Transilvano van Girolamo Diruta (1593) maakt er gebruik van. Later zie je in de serie Madrigaal-boeken 1-9, die Monteverdi publiceerde, dat er van de 4e bundel uit 1603 maatstrepen aanwezig zijn. Dit in tegenstelling tot het deel ervoor uit 1593. In Duitse traktaten verschijnen ze wat later. In Isagoge artis musicae uit 1607 (zie voorbeeld) van Johann Christoph Demantius (1567 – 1643), staan bijvoorbeeld nog geen maatstrepen. Ook in 1611 zien we dat bij Thomas Walliser's Musicae figuralis praecepta brevia nog niet gebeuren. Michael Praetorius vindt het in 1612 wel tijd om zangers te helpen met kleine streepjes onder de maat om zodoende gemakkelijker te kunnen corrigeren bij een verkeerde interpretatie van notenwaarden door een van de zangers.  
Michael Praetorius schreef in zijn Syntagma Musicum (1619): 

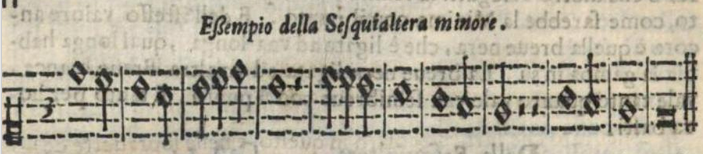
Orazio Scaletta: Scala di Musica (1585)

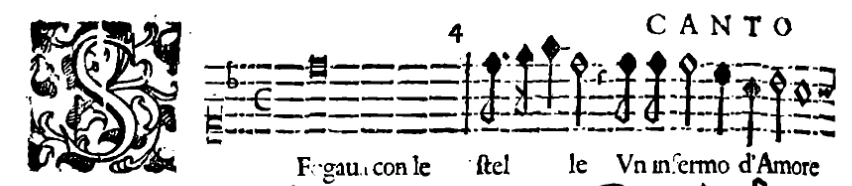
Monteverdi Madrigalenboek 4 (1603)

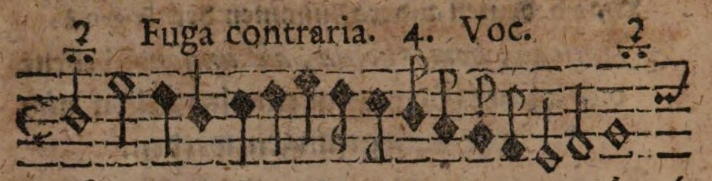
Demantius' Isagoge artis musicae (1607)

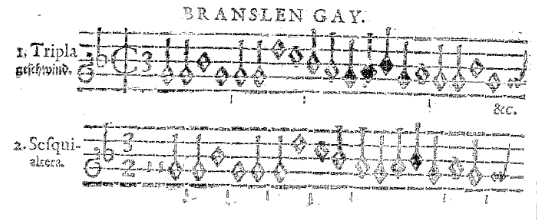
Bransle uit Terpsichore (1612) - Michael Praetorius.

1) Omdat in sommige cantionibus en gezangen, maar vooral in de symfonieën zonder tekst, veel fusas [achtsten] achter elkaar zijn gezet, en daardoor,  
zoals vooral in de Proportionibus primo intuitu, gemakkelijk fouten kunnen ontstaan door de tactus, acht ik het niet overbodig, dat daar, onderaan of bovenaan, kleine stipjes en virgulæ (zoals ook te vinden in mijn Terpsichore) tussen elke tactus zijn geplaatst, zodat men zich in de haast des te beter kan oriënteren, al naar gelang de tactus, en waar men er uit zou kunnen vallen, des te gemakkelijker en gemakkelijker zich weer in de tactus kan vinden...Maar omdat ik uiteindelijk bevonden heb dat de kleine streepjes minder verwarring veroorzaken dan de puncta, heb ik in de volgende al mijn opera's gebruik gemaakt van de kleine streepjes, zoals ik ze in mijn 'Terpsichore' wil gebruiken. 
(2) (...)
(3) Mocht er verwarring ontstaan (wat zelfs in de beste en zeer goed ingerichte kapellen met de meest zekere en beste musici gemakkelijk kan gebeuren), dan moet men zich bij 

zo'n slag herstellen, daar stil blijven staan, en zo de verwarring afwenden, en na de volgende slag moet ieder weten hoe hij met zijn koor weer goed kan beginnen.

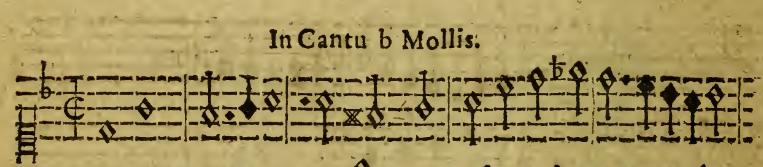
Voorbeeld in 2/2 van Johann Crüger's Synopsis musica (1630)

In Johann Crügers Synopsis Musica  zien we dan 18 jaar later, in 1630, voorbeelden met volledige maatstrepen, zoals we die tegenwoordig kennen. 

## Soorten strepen
De vorm van de maatstreep geeft de functie van de maatstreep aan. Voorbeelden zijn de gewone, enkele maatstreep die het begin van een nieuwe maat aangeeft, en een dubbele maatstreep die het begin van een volgende sectie aangeeft. Soms worden notenbalken met doorlopende maatstrepen aan elkaar verbonden. Dat is onder andere gebruikelijk bij pianomuziek.
1. Normale maatstreep
2. Dubbele maatstreep, markeert secties of maatwisselingen
3. Herhaling start vanaf deze maatstreep
4. Maatstreep die aangeeft dat het voorgaande en het volgende herhaald wordt
5. Herhaal het voorgaande
6. Gestippelde maatstreep, wordt bijvoorbeeld in solistische cadenzen gebruikt
7. 'Ticked' maatstreep, separatieteken in muziek die niet in maten onderverdeeld wordt, of bij een opeenvolging van onregelmatige maatsoorten
8. Maatstreep tussen de balken in plaats van door de balken, wordt af en toe gebruikt in vocale muziek
9. Onzichtbare maatstreep, gebruikt als de maatverdeling niet zichtbaar dient te zijn, of in vrijere stukken zonder duidelijke maatstructuur
10. Eindstreep die einde van de compositie of een deel daarvan markeert